# Cecilia Ponce
Cecilia 'Ceci' Ludmila Ponce (ur. 31 grudnia 1981) – meksykańska aktorka. Wcieliła się w role czarnych charakterów w telenowelach produkcji TV Azteca. Wystąpiła m.in. jako Irán – główna antagonistka w telenoweli Twoja na zawsze.
Zwyciężczyni meksykańskiego reality show La Isla, el reality w 2013 roku.

## Wybrana filmografia
- 2014: Twoja na zawsze jako Irán Hernández Molina
- 2005: Zakazana namiętność jako Ana Torrejón